# Viliella
Viliella – miejscowość w Hiszpanii, w Katalonii, w prowincji Lleida, w comarce Baixa Cerdanya, w gminie Guils de Cerdanya.
Według danych INE z 2005 roku miejscowość zamieszkiwało 18 osób.